# 高福院
高福院（こうふくいん）は、東京都品川区上大崎二丁目にある高野山真言宗の寺院。

## 概要
1648年（慶安元年）、阿闍梨頼順によって開山された。
本堂は、天保の改革で知られる水野忠邦から寄進されたもので、古様式を残している建築物である。
誕生八幡神社（上大崎二丁目）の別当寺であった。

## 墓所
- 石井宗謙（蘭学者）
- 長谷川伸（小説家、劇作家）
- 恩地孝四郎（版画家、装幀家）

## 交通アクセス
- 目黒駅より徒歩3分。